# 桃園市區道
桃園市區道原為桃園縣鄉道，在1961年始有編制存在，今日系統於1983年大致定型，共計131條。配合2013年6月18日公路法修訂通過，於2017年7月28日經交通部正式公告現在的區道路線。
全市各區內均有區道分佈。蘆竹區與龜山區境內有數條區道向上連結林口台地，全市北側的平緩台地區皆有為數不少的區道縱橫其中。大園區與觀音區有多條位於台15線與海岸間的區道，其中如桃30線、桃92線等皆遭新建的台61線嚴重切割。台1線與台3線間的部分，由於地形起伏與聚落分佈的影響，僅有少數南北向的區道存在，大溪區大漢溪旁的河階地與龍潭區境內較平緩部分則為桃園市南部之區道較密集處。復興區山區的台7線沿線則有數條向溪谷內部落延伸的區道。